# Дегідрогенізація
Дегідрогеніза́ція (англ. dehydrogenation) — відщеплення водню від молекул хімічних сполук.
Протилежне поняття — гідрогенізація. Дегідрогенізацію використовують для отримання альдегідів і кетонів шляхом дегідрування спиртів.  Дегідрування насичених вуглеводні використовують для перетворення їх на олефіни і є найбільш важливою реакцією в процесах крекінгу нафтопереробних заводів.

## Приклади
Однією з найбільш масштабних реакцій дегідрування є отримання стиролу шляхом дегідрування етилбензолу. Типові каталізатори дегідрування ґрунтуються на оксиді заліза(III), з кількома відсотками оксиду калію або карбонату калію.
{\displaystyle {\ce {C6H5CH2CH3 -> C6H5CH=CH2 + H2}}}

## Крекінг вуглеводнів як різновид дегідрогенізації
При дегідрогенізації насичених вуглеводнів відбувається розкрив одинарних зв'язків типу C-H, продукти реакції будуть залежати від складу вуглеводню.
Умовою дегідрогенізації  буде наявність каталізаторів( Pt, Pd, Ni, Fe та інші) та нагрівання.

Нижчі алкани (C2H6, C3H8, C4H10) дегідратують до алкенів, побічних продукт - водень(H2).
Приклад - дегідрогенізація етану:
{\displaystyle {\ce {C2H6->[t, Ni] C2H4 + H2}}}
Алкани, які містять у ланцюгу більше чотирьох атомів Карбону, дегідрогенізують на алкани і алкен.
Приклад - дегідрогенізація декану :
{\displaystyle {\ce {C10H22->[t, kat] C5H10 + C5H12}}}